# Massacre de la baie Waterloo

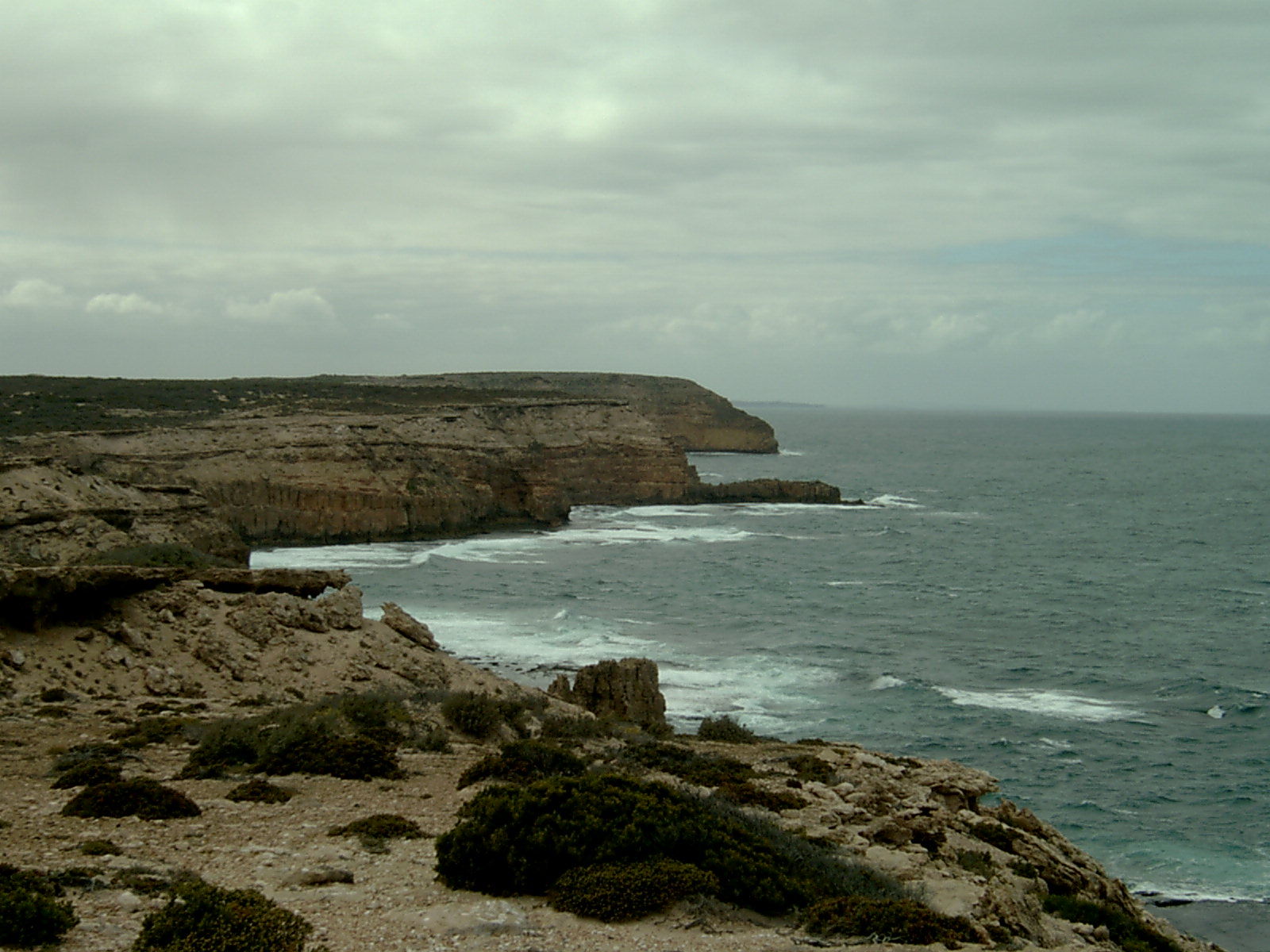
Les falaises de la baie de Waterloo.

Le massacre de la baie Waterloo, également connu sous le nom de massacre d'Elliston, est un affrontement entre les colons européens (en) et les aborigènes d'Australie qui a lieu sur les falaises de la baie de Waterloo, près d'Elliston, en Australie-Méridionale, à la fin mai 1849, dans le contexte des guerres de la frontière en Australie, qui ont entraîné selon les dernières études la mort de dizaines de milliers d'aborigènes. Les événements qui conduisent à l'affrontement fatal comprennent le meurtre de trois colons européens par des aborigènes, le meurtre d'un aborigène et la mort par empoisonnement de cinq autres aborigènes par des colons européens. Les archives limitées indiquent que, lors de l'affrontement, trois aborigènes sont tués ou sont morts de leurs blessures et que cinq ont été capturés, bien que des récits sur les meurtres des falaises, circulent depuis au moins 1880, et comptabilisent près de 260 morts aborigènes.
Les aborigènes de la côte ouest de l'Australie-Méridionale ont des traditions orales, selon lesquelles un massacre a eu lieu, à grande échelle. Dans les années 1920 et 1930, plusieurs historiens ont examiné les archives et ont conclu qu'il n'y a aucune preuve, formelle ou directe, d'un massacre à grande échelle. Ils ont estimé que les événements enregistrés ont été exagérés, au fil du temps, par les conteurs. Plus récemment, un autre historien conclut que les rumeurs, relatives à un massacre, sont en fait fondées et qu'une certaine forme d'action punitive, a bien eu lieu sur les falaises de la baie de Waterloo, mais qu'elle avait été embellie en une légende.
Dans les années 1970, la tentative de construction d'un mémorial, pour les autochtones, tués lors du massacre, échoue, car le conseil de district d'Elliston exige la preuve que le massacre a bien eu lieu, avant d'autoriser la pose d'un cairn sur les falaises. Les morts des colons européens, tués, dans la période qui précède le conflit, sont commémorés dans une certaine mesure et, en 2017, le conseil d'Elliston érige un mémorial pour reconnaître les évènements qui se sont déroulés. Ces dernières années, les auteurs ont conclu, qu'un massacre ait eu lieu ou non, à l'échelle suggérée, par certains récits, le choc est devenu une sorte de « champ de bataille narratif », entre l'histoire documentée et imaginée de la colonisation européenne et l'histoire orale autochtone de la frontière. En mai 2018, le conseil d'Elliston reçoit un prix national, pour son travail de commémoration du massacre.

## Contexte historique

La colonie d'Australie-Méridionale.

En mars 1839, des colons européens arrivent d'Adélaïde, la capitale de la colonie d'Australie-Méridionale, pour fonder Port Lincoln, sur la côte est de la péninsule d'Eyre. Les années suivantes sont marquées par d'importants affrontements entre les colons et les aborigènes, les colons s'étant dispersés pour établir des baux pastoraux (en) autour du township. Ces combats font partie des guerres de la frontière en Australie.
En 1842, des soldats sont envoyés à Port Lincoln, depuis Adélaïde, pour aider à protéger les colons, mais l'éloignement d'Adélaïde, les pouvoirs vaguement définis et les ressources policières limitées du Government Resident, le représentant local du gouvernement colonial, signifient qu'il y a de sérieuses limitations au règne de la loi dans la région. Cela est particulièrement vrai en ce qui concerne les peuples autochtones, qui sont censés être traités comme des sujets britanniques, au même titre que les colons.
Comme dans d'autres régions de l'Australie méridionale et dans l'ensemble de l'Australie, les colons de la frontière utilisent diverses tactiques pour faire face à la résistance des aborigènes, à l'expulsion de leurs terres traditionnelles. Au départ, ces tactiques consistent à les tenir à distance en les menaçant de violence, mais elles dégénèrent rapidement en terrorisant les aborigènes, pour les empêcher de s'approcher de leurs biens, y compris les stocks, tactiques qui donnent lieu parfois à des affrontements violents. La violence des colons, envers les aborigènes, n'est souvent pas signalée aux autorités et elle devient plus secrète, après la pendaison d'un colon en 1847, pour le meurtre d'un aborigène, la seule condamnation de ce type, dans l'histoire des pionniers de l'Australie du Sud. Cette violence frontalière est décrite par les auteurs Foster, Hosking et Nettelbeck comme une guerre secrète non déclarée entre les colons et les aborigènes.
Entre juin 1848 et mai 1849, il y a une série d'incidents entre les colons et les autochtones, résidents dans le district d'Elliston, situé à 169 kilomètres, au nord-ouest de Port Lincoln. Cette région est habitée par les peuples autochtones Nauo (en), Kokatha (en) et Wirangu (en). Lors du premier de ces incidents, John Hamp, un gardien de hutte de la station de moutons (en) de Stony Point, est tué à coups de lance et de gourdin, par des aborigènes, le 23 juin 1848. 
Le deuxième incident se produit en août, lorsqu'au moins un autochtone est abattu par le surveillant de la même station pour avoir volé une chemise. En mai 1849, cinq autochtones - deux adultes, deux garçons et un nourrisson - sont morts après avoir mangé de la farine empoisonnée, volée par un autochtone, dans la station de William Ranson Mortlock (en), près de Yeelanna (en). L'homme, à qui la farine avait été volée, est arrêté et accusé de meurtre, mais il s'embarque pour les États-Unis, peu après avoir été relâché par les autorités. Selon le commissaire de police, cet empoisonnement a pu conduire à deux meurtres de colons, par des aborigènes et par vengeance, plus tard dans le mois. Le 3 mai, James Rigby Beevor (en) est tué à la lance, dans sa hutte et quatre jours plus tard, Annie Easton est tuée à la lance dans une localité voisine. Son bébé indemne est retrouvé à côté de son corps.

## Événements enregistrés
Selon les archives officielles, le 27 mai 1849, des provisions sont prises dans une hutte appartenant à Thomas Cooper Horn, un gardien de hutte et un berger sont menacés par des aborigènes, qui partent avec les marchandises qu'ils avaient prises. Le propriétaire de la station et certains de ses employés poursuivent le groupe et lorsqu'ils le rattrapent, des coups de feu sont tirés et des piques lancées. Le groupe aborigène se divise en deux, Horn et ses hommes suivent un groupe jusqu'aux falaises de la baie de Waterloo, que le groupe tentent de descendre pour s'échapper. Horn et ses hommes ouvrent le feu et deux aborigènes sont tués, un autre mortellement blessé, plusieurs autres sont capturés.
Le résident du gouvernement et l'inspecteur de police de Port Lincoln rédigent tous deux des comptes-rendus détaillés de l'incident, sans mentionner les nombreuses victimes. L'un d'eux précise que seuls deux autochtones ont été tués. En septembre, un groupe d'hommes aborigènes est transporté à Adélaïde, pour y être jugé. Deux d'entre eux sont condamnés pour le meurtre de Beevor et sont ramenés dans le district d'Elliston, où ils sont pendus devant sa cabane. Trois d'entre eux sont accusés du meurtre d'Annie Easton, mais sont acquittés par manque de preuves. D'autres sont accusés pour l'affrontement dans la cabane de Horn. Peu de temps après, deux autres hommes autochtones sont arrêtés par la police, à Port Lincoln, et accusés du meurtre de John Hamp. Reconnus coupables et condamnés à mort, ils sont ensuite libérés lorsque des doutes sont émis sur les témoignages des autochtones retrouvés par la police. En février 1852, un autre aborigène est arrêté en tant que complice du meurtre de Jonh Hamp, mais après avoir été transféré à Adélaïde, il est lui aussi libéré par manque de preuves. Il tente de rentrer chez lui à pied et est assassiné par quatre hommes autochtones pour violation de propriété.

## Récits ultérieurs d'un massacre
Le 14 août 1880, un compte rendu des événements, de la fin des années 1840, survenus dans la péninsule d'Eyre, écrit par l'aventurier, journaliste et prédicateur Henry John Congreve, est publié dans l'hebdomadaire Adelaide Observer (en), sous le titre « A Reminiscence of Port Lincoln » (en français : Une réminiscence de Port Lincoln. Les auteurs, Robert Foster, Rick Hosking et Amanda Nettelbeck, décrivent  une « fiction fantaisiste et parfois follement inexacte » de ce qui s'est passé,. Il attribue quatre meurtres à un homme autochtone, déclare que le nourrisson d'Easton a également été assassiné, affirme que de nombreux autochtones ont été abattus, que des survivants ont été jetés par-dessus une falaise et mélange plusieurs des détails enregistrés. Dans une lettre adressée à l'éditeur, un correspondant releve plusieurs erreurs dans le récit, et il demande à Congreve de répondre. Ce dernier déclare qu'il n'a jamais eu l'intention que le récit ait le « poids d'un document historique », et qu'il était écrit simplement pour « illustrer les épreuves et les dangers des premiers colons ». Selon Foster et ses co-auteurs, le récit de Congreve n'était « pas de l'histoire, mais une fiction destinée à illustrer », qui avait « exagéré et déformé ce qui s'était (probablement) passé ».
Le récit suivant, des événements de 1848-1849 survenus dans le district d'Elliston, est une nouvelle intitulée Doctor, écrite par l'auteur Ellen Liston et publiée dans l'Adelaide Observer du 17 juin 1882. Dans l'histoire de Liston, les « mains » des stations environnantes ont alors entrepris une « croisade contre les autochtones ». Foster, Hosking et Nettelbeck notent que le greffier du résident du Gouvernement a rapporté, le 16 mai 1849, que trois groupes de volontaires étaient à la recherche des autochtones responsables des meurtres de Beevor et Easton. L'histoire de Liston est réimprimée deux fois, en 1936, l'année du centenaire de l'Australie du Sud. Dans le premier cas, l'histoire de Liston est réimprimée avec la suppression de trois paragraphes - un sur les « noirs gênants », un autre sur le sentiment du protagoniste d'une « vaste et terrible tranquillité », et le troisième sur les « mains » menant une « croisade contre les indigènes ». Dans le deuxième cas, l'histoire de Liston est reproduite mot pour mot.
Au tournant du siècle, ce qui est décrit par Foster, Hosking et Nettelbeck comme une « légende locale bien développée » circule au sujet de « l'incident d'Elliston ». En 1906, un guide de voyage, The Real West Coast : A Picture of a Rumour-Damaged Country, est publié par E. W. Parish, qui y relate qu'au cours de ses voyages dans la région, il a entendu différentes versions d'une « légende tragique » concernant un massacre. Les éléments clés de cette légende sont que la tête coupée de Hamp est trouvée dans un four de camp dans sa hutte par son fils de 12 ans, John Chipp Hamp, que les aborigènes responsables des meurtres ont été rassemblés par un groupe de cavaliers et conduits tel un troupeau par-dessus les falaises, et qu'il y avait eu de nombreuses victimes aborigènes. En 1915, un ancien policier du district qui y avait servi bien après les événements décrits voit ses souvenirs publiés dans le journal South Australian Register. Sa version comprend tous les aspects désormais familiers de la légende, y compris la tête dans le four du camp, mais aussi le détail que le fils de Hamp avait été retenu en captivité par les aborigènes pendant trois mois avant d'être secouru. Le procès de la Cour suprême, contre ses assassins, ne fournit aucune preuve permettant d'affirmer que Hamp a été décapité et que son fils était présent lorsque son corps a été découvert ou qu'il ait été enlevé.
En 1926, une lettre au rédacteur en chef du Register demandant l'origine du nom Waterloo Bay déclenche un échange animé entre un journaliste du Register, le correspondant local de la côte ouest Archie Beviss et d'autres personnes. Selon Foster et ses co-auteurs, Beviss s'appuie sur les rumeurs locales concernant le massacre et il est maintenant associé aux « versions les plus sanguinaires de la légende ». Beviss affirme avoir été informé du massacre par plusieurs personnes, dont le fils de Hamp, ainsi que par James Geharty, l'un des officiers de police ayant participé à l'enquête sur les meurtres. Beviss déclare que le fils de Hamp était un berger de 16 ans, au moment du meurtre de son père, et qu'il avait trouvé la tête de son père, qui avait été coupée avec une scie à tronçonner, dans un four de camp. Selon Beviss, après le meurtre d'Easton, Geharty exhorte le gouvernement à agir, et après approbation, une force de 160 hommes est levée. La force conduit ensuite environ 260 aborigènes à travers les falaises. Enfin, Beviss déclare que Geharty avait nommé la baie de Waterloo après le massacre. Foster, Hosking et Nettelbeck relevent plusieurs incohérences dans le récit de Beviss : Geharty n'a pas nommé la baie de Waterloo, Beviss a cité le mari d'Easton comme étant impliqué dans la campagne contre les aborigènes, mais James Easton est allé à Adélaïde après le meurtre de sa femme et n'est jamais revenu. Il n'y a aucune preuve que le gouvernement ait sanctionné la levée d'une force et si 160 hommes ont participé à la campagne, les auteurs se demandent pourquoi il n'existe aucun récit de première main du massacre.
Malgré ses inexactitudes, le récit de Beviss a une forte influence sur ceux ultérieurs. Pendant de nombreuses années, John Chipp Hamp et Geharty ont tous deux joué un rôle important dans les récits du massacre. Selon plusieurs témoignages, le fils de Hamp a également participé à la diffusion de l'histoire de la mort de son père, notamment l'épisode de la tête dans le four du camp et sa découverte du corps. Geharty est également mentionné par plusieurs des personnes qui ont raconté l'histoire mais, encore une fois, il y a de sérieuses questions sur l'exactitude de ses déclarations. En 1932, une version est racontée dans The Advertiser, dans laquelle un groupe de 200 bushmen aurait conduit un groupe d'aborigènes aux falaises, mais il n'y a peut-être eu qu'une seule victime. L'écrivain affirme que c'est Geharty qui lui aurait raconté cette histoire. À partir de 1926, la plupart des récits du massacre se réfèrent généralement aux archives et aux journaux et notent qu'il n'existe aucune preuve d'un massacre de l'ampleur de celui revendiqué par Congreve, Beviss ou John Chipp Hamp. En 1936, l'historien James Dugald Somerville (en) écrit une série d'articles dans le Port Lincoln Times concernant la vie des premiers colons, dans la péninsule d'Eyre, dans lesquels il conclut qu’« il est certain que le « massacre » de la baie de Waterloo, tel que décrit par H.J.C. [Congreve], […] A. Beviss et d'autres n'a pas eu lieu, et que les indigènes n'ont pas coupé la tête du corps de Hamps et ne l'ont pas mise dans le four du camp,. »
En 1937, le journal d'Adélaïde, The Chronicle, suggère que le nom de la baie, autour de laquelle Elliston est construit, Waterloo Bay est une référence aux aborigènes qui y ont « rencontré leur Waterloo » dans les années 1840. La présence de points de repère voisins, portant des noms publiés dans la Gazette et associés à la défaite de Napoléon par Arthur Wellesley de Wellington, lors de la bataille de Waterloo, tels que Wellesley Point et Wellington Point mais aussi du fait que les noms ne sont associés à ces lieux que 13 ans après le massacre, soulèvent des questions quant à cette interprétation.
En 1969, l'auteur local Neil Thompson publie un livre, The Elliston Incident qui comprend l'histoire du four de camp et affirme que Geharty (orthographié Gehirty dans le livre) a participé à l'arrestation d'aborigènes et à leur conduite sur les falaises, au sud d'Elliston, entraînant la mort de 20 personnes. Depuis de nombreuses années, les aborigènes de la côte ouest de l'Australie du Sud racontent l'histoire d'un massacre à Elliston dans le cadre de leur histoire orale.

## Commémoration

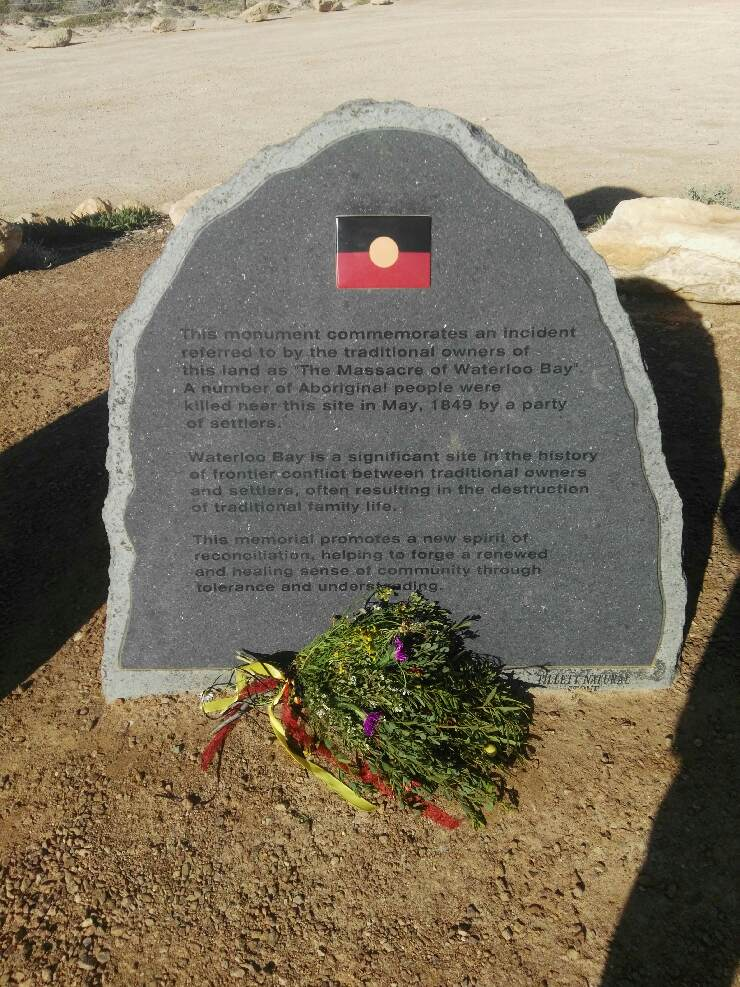
La plaque commémorative de 2017, à Elliston, commémorant le massacre.

En 1970, le Conseil fédéral pour l'avancement des aborigènes et des habitants des îles du détroit de Torres et la South Australian Aborigines Progress Association (SAAPA) dévoilent un plan visant à construire un cairn sur les falaises de la baie de Waterloo pour « commémorer le massacre de 250 aborigènes par des colons blancs en 1846 ». Il est prévu que le cairn fasse partie d'une campagne nationale de deuil des aborigènes, programmée pour coïncider avec le bicentenaire du débarquement du capitaine James Cook à Botany Bay en Nouvelle-Galles du Sud, en 1770. John Moriarty, le vice-président du SAAPA, déclare que « le massacre d'Elliston faisait partie de l'histoire de la population autochtone de la côte ouest, malgré les efforts acharnés des parents des blancs impliqués pour discréditer ce qui est un fait bien  connu. »
Le président du conseil de district d'Elliston, J. B. Cameron, déclare que le conseil accepterait que le cairn soit construit si l'on pouvait prouver que le massacre avait bien eu lieu. Il déclare également qu'un mémorial aux autochtones qui ont perdu la vie lors des premiers développements de la région pourrait être construit. Foster, Hosking et Nettelbeck notent que cette offre était vraisemblablement à la condition qu'il n'y ait aucune référence au massacre présumé de la baie de Waterloo. Cette histoire, publiée dans The Advertiser, a donné lieu à une série de lettres adressées au journal par des personnes ayant des points de vue différents sur l'histoire du massacre. Parmi celles-ci figuraient des affirmations sur l'existence d'une histoire orale parmi les peuples autochtones de la côte ouest selon laquelle un massacre a bien eu lieu. Cette histoire, publiée dans The Advertiser, donne lieu à une série de lettres, adressées au journal, par des personnes ayant des points de vue différents sur l'histoire du massacre. Parmi celles-ci figurent des affirmations sur l'existence d'une histoire orale parmi les peuples autochtones de la côte ouest selon laquelle un massacre a bien eu lieu.
En décembre 1971, un petit mémorial en granit est érigé à Hamp, sur le site de la hutte. Au début des années 1970, les lieux des événements qui ont conduit au massacre ont été marqués par P. J. Baillie. Il s'agit notamment des sites des huttes de Beevor et d'Easton, de l'arbre auquel les meurtriers de Beevor ont été pendus et de la tombe d'Easton au lac Hamilton.
Jusqu'en 2017, aucun mémorial n'avait été érigé à la mémoire des autochtones tués avant ou pendant l'affrontement fatal.
En mai 2017, il est rapporté qu'un mémorial de ces événements, à Waterloo Bay, avait été inauguré par le conseil local d'Elliston et après quelques discussions dans le district sur la question de savoir si ce qui s'y est passé devait être qualifié de massacre ou d'incident, le conseil a convenu d'inclure le mot « massacre » sur la plaque,.
Le travail du conseil d'Elliston, pour reconnaître le massacre, par le biais du mémorial, est reconnu dans le cadre des Prix nationaux des collectivités locales de 2018 dans la catégorie « Promotion de la reconnaissance indigène ». Le maire qui a présidé le processus, parfois rancunier, par lequel le mémorial a été établi, Kym Callaghan, a déclaré plus tard qu'il était très fier que le massacre ait été correctement reconnu, et a observé que « c'est comme si un gros nuage sombre avait été enlevé de la ville ». Il a attribué sa défaite lors des élections municipales de novembre 2018 à un retour de bâton concernant son rôle dans le projet.

## Authenticité et interprétations
Selon Foster, Hosking et Nettelbeck, les enquêtes les plus rigoureuses, sur le massacre présumé, ont été menées par quatre historiens professionnels et amateurs, A. T. Saunders, Somerville, Baillie et Greg Charter. Saunders était le journaliste du Register qui s'est impliqué, avec Beviss, dans les pages de ce journal en 1926 et s'est appuyé sur les documents officiels établis par le Government Resident et l'inspecteur de police, qui ne soutiennent pas l'histoire du massacre. Somerville a examiné les quelques documents détenus par les Archives d'Australie du Sud et a conclu, en 1936 ,qu'il n'y avait aucune preuve formelle d'un massacre et que la confrontation dans la hutte de Horn avait précipité le « mythe »,,. Baillie a travaillé avec Somerville et a approuvé ses conclusions, ajoutant que les faits de l'incident de la cabane de Horn avaient été utilisés par « des raconteurs ambitieux [pour] superposer […] l'histoire du massacre, élevant le fait modeste à une fantaisie débridée ».
En 1989, Charter a réexaminé les preuves archivées et a conclu qu'il « semble probable que les rumeurs relatives au massacre d'Elliston aient un fondement réel et qu'une certaine forme d'action punitive ait eu lieu sur les falaises de la baie de Waterloo, sur lesquelles un mythe exagéré s'était développé ».
En 1993, les autochtones de la côte ouest racontent encore leur histoire orale concernant un massacre, l'enregistreur de ces entretiens, Pat Sumerling, déclarant que « la tradition orale autochtone est d'une importance cruciale pour leur culture, avec des traditions transmises de génération en génération, on ne peut pas rejeter leurs revendications dérangeantes ». Foster, Hosking et Nettelbeck ont également interrogé des autochtones de la côte ouest à plusieurs reprises sur l'incident, avec un large consensus sur plusieurs points : l'emplacement près d'Elliston, le fait qu'environ 250 personnes ont été rassemblées et forcées de poussés par-dessus les falaises et par ailleurs, le fait que tous les autochtones n'ont pas été tués, la majorité s'étant cachée au pied de la falaise, jusqu'au départ des colons. En 2000, Iris Burgoyne (en) écrit de l'histoire orale sur le massacre :

« Cette histoire m'a été transmise par mon peuple. Leurs paroles ont toujours été la vérité. Quand nous étions jeunes filles à Koonibba, nous nous asseyions et écoutions les personnes âgées comme Jack Joonary, Jilgina Jack et Wombardy. Ils étaient bien plus d'une centaine. Ils ont partagé nombre de leurs expériences. Ils nous ont raconté comment ils ont survécu aux massacres d'Elliston vers 1839 et 1849. Jack Jacobs de Franklin Harbour, le vieux Paddy boiteux et Dick Dory en ont également parlé. Ce jour-là, ils ont échappé à la mort en trompant les cavaliers européens et en courant dans les buissons. Ils sont restés debout et ont regardé avec horreur leur peuple être chassé des falaises vers la mer. »

Dans le cadre des enquêtes qui ont conduit à la création du mémorial, le conseil d'Elliston a engagé un anthropologue, Tim Haines, pour examiner l'événement. Il conclut que « nous ne saurons jamais avec certitude ce qui s'est exactement passé sur les falaises surplombant la baie de Waterloo », mais indique que s'il est peu probable que des centaines d'autochtones aient été tués à cet endroit, il est probable que des dizaines ou des dizaines de personnes aient été tuées.
Foster, Hosking et Nettelbeck concluent que l'ampleur de l'effusion de sang soit ou non égale au massacre décrit dans certaines versions de l'histoire, le fait qu'elle continue à être racontée reflète un « profond malaise quant à la mémoire commune de l'histoire des frontières » en Australie-Méridionale. Citant l'observation de l'historien J. J. Healy que des incidents comme celui-ci sont devenus des « champs de bataille narratifs », ils soulignent que ces récits concurrents se divisent en deux catégories : ceux qui sont sensibles à la situation critique des autochtones à la frontière et ceux qui souhaitent louer les actions « audacieuses, résolues et ingénieuses » des premiers colons face à la menace que les autochtones représentaient pour la colonisation. Selon une estimation prudente, 80 colons sont morts en Australie du Sud pendant les guerres frontalières, tandis qu'une estimation très spéculative, des décès d'aborigènes, fait état de 400 à 800 morts.

## Sources
: document utilisé comme source pour la rédaction de cet article.

### Articles
- Lorena Allam et Carly Earl, « The Killing Times - It's like a big dark cloud has lifted : the town dragged into reconciliation », Guardian Australia online. Guardian News & Media,‎ 7 mars 2019 (lire en ligne, consulté le 2 mai 2020).
- Olivia Barnes, « Elliston reconciliation monument promoting Indigenous recognition », Port Lincoln Times,‎ 18 mai 2018 (lire en ligne, consulté le 2 mai 2020). .
- (en) Damien Cave, « Were These Killings a 'Massacre'? And Who Gets to Decide? », New York Times,‎ 4 décembre 2018 (lire en ligne, consulté le 2 mai 2020). .
- (en) Damien Cave, « Waterloo Bay 'massacre' debate rages as Aboriginal community looks for 'closure' », New York Times,‎ 21 juillet 2017 (lire en ligne, consulté le 12 juin 2020). .
- (en) Damien Cave, « Waterloo Bay massacre commemorated 170 years later with memorial », ABC News,‎ 18 mai 2017 (lire en ligne, consulté le 2 mai 2020). .
- (en) Henry J. Congreve, « The Sketcher », Adelaide Observer, vol. XXXVII, no 2028,‎ 14 août 1880, p. 41 (lire en ligne, consulté le 2 mai 2020). .
- (en) Ellen Liston, « The Story-Teller », Adelaide Observer, vol. XXXIX, no 2124,‎ 17 juin 1882, p. 44 (lire en ligne, consulté le 2 mai 2020). .
- (en) « Memorial Wording Has Been Approved », West Coast Sentinel,‎ 17 octobre 2017 (lire en ligne, consulté le 2 mai 2020). .
- (en) E. W. Parish, « The real West coast : a new picture of a rumour-damaged country », Trove,‎ 1906. .
- (en) J. D. Somerville, « Early Days of Eyre Peninsula - Accounts of Waterloo bay massacre », Port Lincoln Times, vol. IX, no 483,‎ 13 novembre 1936 (lire en ligne, consulté le 2 mai 2020). .
- (en) J. D. Somerville, « Early Days of Eyre Peninsula - Final article on Waterloo bay massacre », Port Lincoln Times, vol. IX, no 485,‎ 27 novembre 1936 (lire en ligne, consulté le 2 mai 2020). .
- (en) « Was There Ever A Massacre? », The Chronicle, vol. LXXX, nos 4, 219,‎ 23 septembre 1937 (lire en ligne, consulté le 2 mai 2020). .

## Source de la traduction
- (en) Cet article est partiellement ou en totalité issu de l’article de Wikipédia en anglais intitulé « Waterloo Bay massacre » (voir la liste des auteurs).